# Fluorure de 4-(2-aminoéthyl)benzènesulfonyle
Le fluorure de 4-(2-aminoéthyl)benzènesulfonyle (AEBSF) est un inhibiteur hydrosoluble irréversible de protéases à sérine telles que la chymotrypsine, la kallicréine, la plasmine, la thrombine et la trypsine.  Sa spécificité est semblable à celle du fluorure de phénylméthylsulfonyle (PMSF) mais l'AEBSF est plus stable à pH faible.  On l'utilise généralement à une concentration molaire de 0,1  à   1,0 mM.
Son chlorhydrate est appelé Pefabloc SC.